# Középpontos dodekaéderszámok
A számelméletben a középpontos dodekaéderszámok olyan középpontos poliéderszámok, illetve figurális számok, melyek olyan alakzatokat jellemeznek, ahol a középpontban egy gömb van, és azt sűrűn pakolt gömbökből összeálló, dodekaéder alakú gömbrétegek veszik körül. A középpontos dodekaéderszámok az így összeálló dodekaéderben részt vevő gömbök számát reprezentálják. Az n-edik középpontos dodekaéderszám {\displaystyle Kd_{n}} a következő képlettel állítható elő:
{\displaystyle Kd_{n}=(2n+1)\cdot (5n^{2}+5n+1).}
Az első néhány középpontos dodekaéderszám:
1, 33, 155, 427, 909, 1661, 2743, 4215, 6137, 8569, … (A005904 sorozat az OEIS-ben)

## Tulajdonságai, alkalmazásai
A középpontos dodekaéderszámok generátorfüggvénye:
{\displaystyle {\frac {(1+z)(1+28z+z^{2})}{(z-1)^{4}}}.}